# Szalay Ferenc (politikus)
Szalay Ferenc (Esztergom, 1955. március 30. –) magyar kosárlabdázó, testnevelő tanár, politikus, 1998-tól 2002-ig majd 2006-2024 között volt Szolnok polgármestere.

## Tanulmányai
1973-ban a város Dobó Katalin Gimnáziumában érettségizett, majd 1975-ben autóvillamossági műszerész képesítést szerzett. 1980-ban az egri Ho Si Minh Tanárképző Főiskola testnevelés-földrajz és 1991-ben a Testnevelési Egyetemen kosárlabda szakedzői szakán végzett.

## Tanári pályafutása
1980-tól a Szolnoki Városi Sportiskola, 1981-től a Münnich Ferenc Általános Iskola (1990-től Széchenyi Körúti Általános Iskola), 1988-tól a Kereskedelmi és Vendéglátóipari Főiskola Szolnoki Tagozatának testnevelő tanára. 1993-tól 1998-ig a Szolnoki Városi Sportiskola tantestületét irányította.

## Kosárlabdázói pályafutása
1981 és 1988 között NB I-es kosárlabdázó. 1996-ban a Széchenyi István Szabadidős, Kulturális és Sportegyesület elnökének választották. 1997 és 1998 között az Olajbányász Kosárlabda Klub felügyelő bizottságának elnöki tisztét is betöltötte.

## Politikai pályafutása
1994-ben egyéni kerületből jutott be a szolnoki közgyűlésbe. 1997-ben belépett a Fideszbe, majd a városi szervezet elnökségi tagja lett. 1998-ban országgyűlési képviselőjelölt. Az 1998-as önkormányzati választáson Fidesz-FKGP-MDF-KDNP közös jelöltjeként indult Szolnok polgármesteri székéért, amelyet el is nyert. 2002-ben alulmaradt a szocialista Botka Lajosnéval szemben. 1998 és 2002 között hivatalból a Megyei Jogú Városok Szövetségének sportbizottsági alelnöke, a területfejlesztési, idegenforgalmi bizottság elnöke.
A 2002-es országgyűlési választáson a Fidesz-MDF közös megyei területi listájának harmadik helyéről szerzett mandátumot. 2003-tól a ciklus végéig az önkormányzati bizottság alelnöke. 2003-ban a Fidesz – Magyar Polgári Szövetség szolnoki elnöke és Jász-Nagykun-Szolnok megyei alelnöke lett. Ugyanekkor a Jász-Nagykun-Szolnok megye 3. vk. választókerületi elnökévé nevezték ki. 2004-ben átvette a Fidesz-frakció ifjúsági és sport kabinetjének vezetését. A 2006-os országgyűlési választáson a Fidesz és a KDNP Jász-Nagykun-Szolnok megyei közös területi listáról szerzett mandátumot.
A 2006-os őszi önkormányzati választáson a Fidesz és a KDNP támogatásával újraindult régi posztjáért, amelyet másodszorra is elnyert. A 2010-es országgyűlési választáson Jász-Nagykun-Szolnok megye 3-as számú egyéni kerületében nyert mandátumot. 2010. október 3-tól harmadik ciklusát kezdte meg Szolnok Megyei Jogú Város polgármestereként. 2014. október 12-én és 2019. október 13-án is megvédte polgármesteri pozícióját, mostanra ötödik ciklusban polgármester.
2016. november 10-én a Magyar Szocialista Párt (MSZP) nyilvánosságra hozott egy YouTube videót, amiben a polgármester trágár beszólást intézett néhány idős szolnoki nyugdíjas felé. Az eset után kisebb tüntetések szerveződtek, követelve a polgármester lemondását.

## Díjai, elismerései
- Az év polgármestere (2009)
- A Magyar Érdemrend tisztikeresztje (2019)

## Külső hivatkozások
- Szalay Ferenc hivatalos honlapja
- Adatlapja az Országgyűlés honlapján
- Szalay Ferenc életrajza a Fidesz honlapján
- Szalay Ferenc a Facebookon